# Bramy miejskie Wejherowa
Bramy miejskie Wejherowa – bramy powstałe w dawnych obwarowaniach miasta, istniejące do końca XVIII wieku.

## Historia
Wejherowo powstało jako jedno z ostatnich miast prywatnych na terenie Rzeczypospolitej. Ze względu na założenia planistyczne (Wejherowo miało przypominać częściowo Jerozolimę) oraz otoczenie granicami naturalnymi (położenie w dolinie, w pobliżu rzek) nie istniała potrzeba wybudowania murów. Na przełomie XVII i XVIII wieku powstały jednak cztery bramy, połączone wałami i rowami z wodą, którymi można było dostać się do miasta:
- Brama Pętkowicka (południowa, umieszczona w pobliżu starego szpitala),
- Brama Gdańska (wschodnia, stojąca przy skrzyżowaniu ulic: Judyckiego, Wniebowstąpienia i 12 Marca),
- Brama Pucka (północna, postawiona w pobliżu skrzyżowania ulic: Puckiej i Wałowej),
- Brama Lęborska (zachodnia, znajdująca się u zbiegu ulic: Wałowej i Sobieskiego)[1].

Ze względu na ograniczenia w rozwoju miasta oraz brak zapotrzebowania na tak rozbudowany system obronny, po 1789 (dokładna data nie jest znana) umocnienia i bramy rozebrano. Jedynym śladem po nich jest nazwa i przebieg ulicy Wałowej.
Zgodnie z legendami, rozbiórkę umocnień przetrwał system tuneli łączący Pałac Przebendowskich z ratuszem, klasztorem i farą, jednak ich istnienie nigdy nie zostało udowodnione.